# Inga Björk-Klevby
Inga Björk-Klevby (Geburtsname: Inga Björk; * 16. Dezember 1944 in Nacka, Stockholms län) ist eine ehemalige schwedische Diplomatin, die unter anderem zwischen 1998 und 2003 Botschafterin in Kenia sowie zeitgleich Ständige Vertreterin beim Büro der Vereinten Nationen in Nairobi, beim Umweltprogramm der Vereinten Nationen (UNEP), beim Programm der Vereinten Nationen für menschliche Siedlungen (UN-HABITAT) und ferner als Botschafterin in Ruanda, auf den Komoren und auf den Seychellen akkreditiert war. Im Anschluss war sie von 2003 bis 2005 Botschafterin in der Elfenbeinküste und als solche zugleich als Botschafterin in Guinea, Sierra Leone, Liberia und Burkina Faso akkreditiert. Danach war sie zwischen 2005 und 2011 stellvertretende Exekutivdirektorin des Programms der Vereinten Nationen für menschliche Siedlungen (UN-HABITAT) in Nairobi.

## Leben
Inga Björk-Klevby, Tochter des Personalchefs Ivan Björk und Märta Bergström, begann nach dem Abitur (Studentexamen) ein Studium der Fachrichtung Zivilökonomie an der Handelshochschule Stockholm HHS (Handelshögskolan i Stockholm), welches sie 1970 beendete. Sie war daraufhin zwischen 1970 und 1976 Angestellte bei der Schwedischen Nationalbank (Sveriges riksbank) und daraufhin von 1976 bis 1979 Mitarbeiterin beim Internationalen Währungsfonds (IWF) in Washington, D.C., ehe sie zwischen 1979 und 1981 als Bürodirektorin zur Nationalbank zurückkehrte. 1981 trat sie als Ministerialsekretärin (Departementssekreterare) in den Dienst des Außenministeriums (Utenriksdepartementet) ein und war zwischen 1986 und 1989 für eine Tätigkeit bei der Asiatische Entwicklungsbank in Manila abgeordnet. 1989 kehrte sie als Kanzleirätin (Kansliråd) ins Außenministerium zurück und war im Anschluss von 1992 bis 1995 als Ministerialrätin (Departementsråd) Leiterin der Abteilung Richtlinien, Programme und Budget der internationalen Entwicklungszusammenarbeit des Außenministeriums. Daneben war sie zwischen 1992 und 1995 Vorstandsmitglied der Exportkreditnämnden (EKN), eine 1933 gegründete Behörde, die schwedische Exporte fördert, indem sie verschiedene Formen staatlicher Garantien ausstellt, um sich vor Zahlungsausfällen oder anderen Formen von Vertragsbruch zu schützen, sowie zeitgleich Vorstandsmitglied von Swedfund International AB, ein  Staatsunternehmen, das 1979 zur Förderung der Entwicklungshilfe als Stiftung gegründet wurde. Sie war daraufhin von 1995 bis 1998 für eine Tätigkeit bei der Afrikanischen Entwicklungsbank in Abidjan abgeordnet war.
1998 wurde Inga Björk-Klevby als Nachfolgerin von Lars-Göran Engfeldt Botschafterin in Kenia mit Amtssitz in Nairobi und war zeitgleich bis zu ihrer Ablösung durch Bo Göransson 2003 als Ständige Vertreterin beim Büro der Vereinten Nationen in Nairobi, beim Umweltprogramm der Vereinten Nationen (UNEP), beim Programm der Vereinten Nationen für menschliche Siedlungen (UN-HABITAT) und ferner als Botschafterin in Ruanda, auf den Komoren und auf den Seychellen akkreditiert. Daneben war sie von 1999 bis 2001 als Beraterin der Weltbank in Washington, D.C., tätig. 2003 löste sie Göran Ankarberg als Botschafterin in der Elfenbeinküste mit Amtssitz in Abidjan ab und war als solche bis 2005 zugleich als Botschafterin in Guinea, Sierra Leone, Liberia und Burkina Faso akkreditiert. Dieser Botschafterposten blieb daraufhin bis 2007 vakant, ehe er von Carin Wall mit Amtssitz im Außenministerium in Stockholm übernommen wurde.
Am 20. Oktober 2005 wurde Inga Björk-Klevby von UN-Generalsekretär Kofi Annan zur stellvertretenden Exekutivdirektorin des Programms der Vereinten Nationen für menschliche Siedlungen (UN-HABITAT) ernannt. Dieses Amt bekleidete sie bis Oktober 2011, woraufhin Aisa Kirabo Kacyira aus Ruanda ihre Nachfolge antrat.
Inga Björk-Klevby heiratete 1973 den Politikwissenschaftler Bertil Klevby (* 1943).